# Aladern

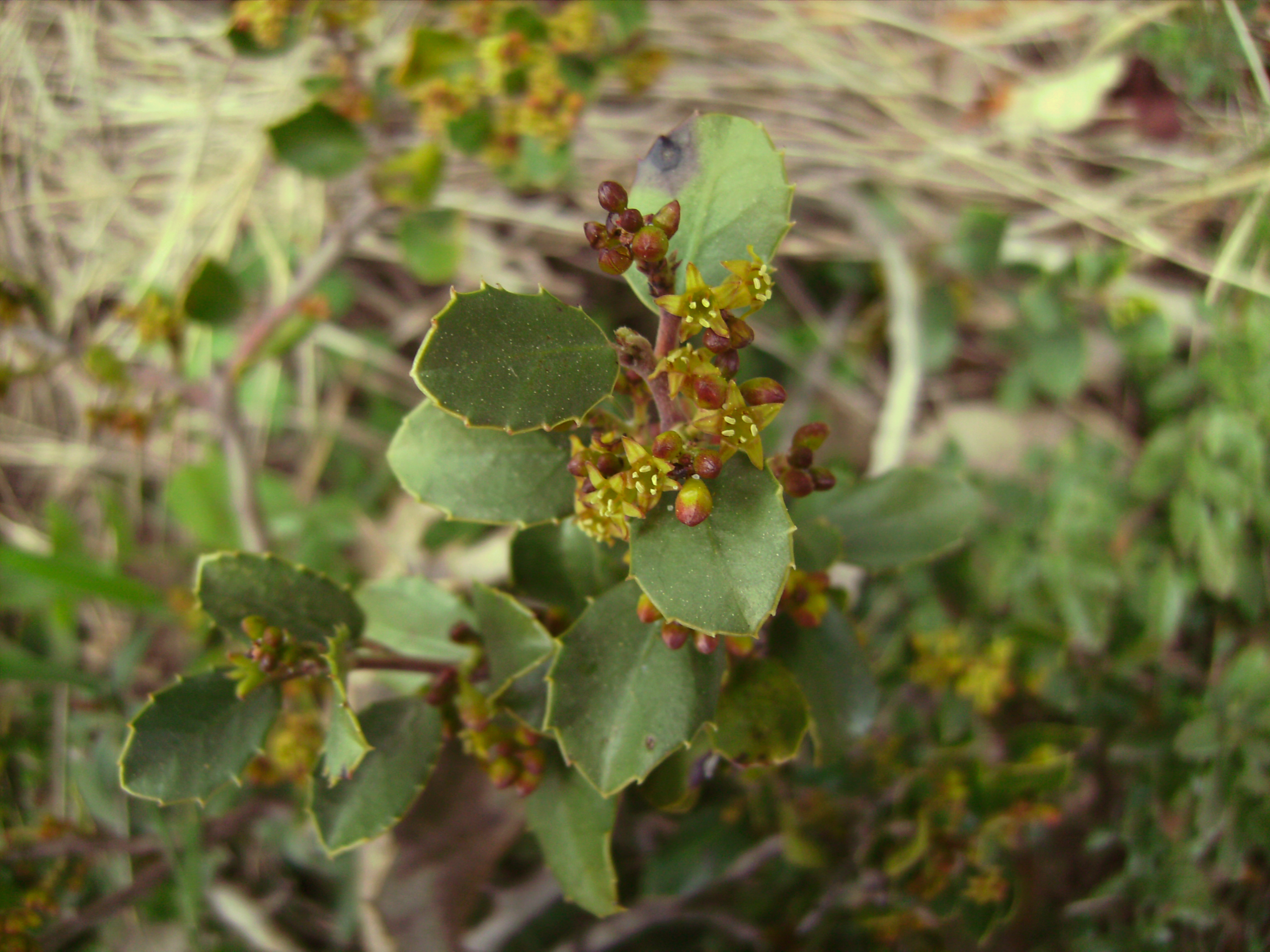
Aladern florit

L'aladern, llampúdol, la llampuga o llampuguera (Rhamnus alaternus) és una planta amb flor de la família Rhamnaceae. És un arbust perenne típic de la vegetació mediterrània i les Illes Canàries. Fa fins a dos metres d'alçada, però sovint és més baix. Les fulles són petites, de 2 a 6 cm de llargada, endurides (ço és, esclerofil·les), estan disposades de manera alterna (disposició d'on deriven els noms comú i científic de l'espècie), similars a les de l'alzina carrasca, però lluents per l'absència de pèls.
L'aladern és una planta dioica, amb individus masculins i femenins. Floreix a la primavera i fructifica a l'estiu; els fruits són esfèrics, de 4 a 6 mm, primer vermells i després negres quan maduren. Els fruits contenen 3 llavors. És un arbust molt resistent a la secada que, encara que molt freqüent en els alzinars, mai no domina el paisatge. Creix habitualment entre 0 i els 1.000 metres d'altitud.

## Noms populars
Aquesta planta té molts noms vulgars en català, variant segons la zona, entre aquests, coscollina, nesto, nyesto, mesto, aladern ver, arnet, boix bord, garrigó, grana d'Avinyó, llampuga (blanca), llampugo, mata-selva, etc.